# Hugo Feigl
Hugo Feigl (geboren 15. März 1889 in Prag, Österreich-Ungarn; gestorben 5. Februar 1961 in New York City) war ein tschechoslowakisch-US-amerikanischer Galerist.

## Leben
Hugo Feigl war ein Sohn des Armenanwalts Josef Isak Feigl (1846–1905) und der Julie Busch (1849–1905). Seine Geschwister waren Irene Feigl (1880–1942), Karl Feigl (1882–1942), der Maler Friedrich Feigl (1884–1965), Kamilla Feigl (1885–1942) und der Journalist Ernst Feigl (1887–1957). Er heiratete 1924 Margareta Meller (1900–1987), sie hatten die Tochter Marion Feigl (1929–2018), die in den USA als Buchdesignerin arbeitete.
Feigl studierte Jura an der Deutschen Karl-Ferdinands-Universität in Prag. Er war Soldat im Ersten Weltkrieg und geriet in russische Gefangenschaft. Nach seiner Rückkehr wurde er 1919 als Jurist promoviert. Er arbeitete danach kurze Zeit als Journalist bei der deutschsprachigen Zeitung Prager Tagblatt. Feigl gründete 1924 in Prag eine Kunstgalerie, die mit moderner Kunst handelte. Von 1934 bis 1938 vertrat er unter anderem Oskar Kokoschka und widmete ihm 1933/34, 1935 und 1937 jeweils eine Einzelausstellung. Er erwarb und verkaufte in diesen Jahren den Großteil von Kokoschkas Gemälden, sofern sie nicht bereits vorbestellt oder verkauft waren, und Zeichnungen. Er stellte Werke unter anderem von Jan Bauch, František Bílek, Josef Čapek, Marc Chagall, Friedrich Feigl, Georges Kars, Otakar Kubín, Max Liebermann, Willi Nowak, Pablo Picasso, Georges Rouault, Jan Slavíček, Maler der Brücke und eine Retrospektive deutscher Expressionisten aus. Ludwig Meidner porträtierte ihn 1924.
Am Tag vor der deutschen Okkupation Tschechiens, am 14. März 1939, floh er Hals über Kopf nach Frankreich und von dort in die USA, wobei er nur wenige Bilder mitnehmen konnte, alles andere zurücklassend, also Bilder, Kartothek, Archiv, Korrespondenz. Seine Tochter Marion wurde mit einem von Nicolas Winton organisierten Kindertransport gerettet, seiner Frau gelang einen Monat später die Flucht. Sein Bruder Karl und dessen Familie wurden Opfer des Holocaust, ebenfalls wurden seine Schwestern Irene und Kamilla in Konzentrationslager deportiert und ermordet.
1942 eröffnete er die Feigl Gallery in New York City, Madison Avenue 601, in der er wieder moderne europäische Kunst vertrat.

## Schriften (Auswahl)
- Podobizny ze čtyř století. Katalog, 1929
- Výstava židovských umělců 19. a 20. století. Katalog, 1930
- Krajiny ze čtyř století. Katalog, 1931
- Bildnisse aus vier Jahrhunderten : 24 Porträts aus Prager Privatbesitz. Mit begleitendem Text. Hrsg. vom „Kunstverein für Böhmen“ für seine Mitglieder im Jahre 1929–30
- Landschaften aus vier Jahrhunderten : 22 Gemälde aus Prager Privatbesitz in farbiger Autotypie bzw. Kupfertiefdruck. Mit begleitendem Text. Hrsg. vom Kunstverein für Böhmen für seine Mitglieder im Jahre 1931/32
- O obchodnících s uměním a O sběratelích a sběratelství v revue Život. Essay, 1935
- Umëní po stránce historické, vystavovatelské a obchodní